# Districte de Dole
El Districte de Dole és un dels tres districtes del departament del Jura a la regió de Borgonya-Franc Comtat. Té 189 municipis, i la seva superfície és de 1.769,5 km2. El cap del districte és la sotsprefectura de Dole.

## Història
El districte de Dole va ser creat el 1800. El maig de 2006 va guanyar el cantó de Villers-Farlay del districte de Lons-le-Saunier, i va perdre el cantó de Chaumergy al districte de Lons-le-Saunier. A la reorganització de gener de 2017 dels districtes del Jura, va guanyar 67 municipis del districte de Lons-le-Saunier. Com a conseqüència de la reorganització dels cantons de França que va entrar en vigor l'any 2015, les fronteres dels cantons ja no estan relacionades amb les fronteres dels districtes. Els cantons del districte de Dole eren, a partir de gener de 2015: Chaussin, Chemin, Dampierre, Dole-Nord-Est, Dole-Sud-Oest, Gendrey, Montbarrey, Montmirey-le-Château, Rochefort-sur-Nenon i Villers-Farlay.